# Opinions politiques de Noam Chomsky

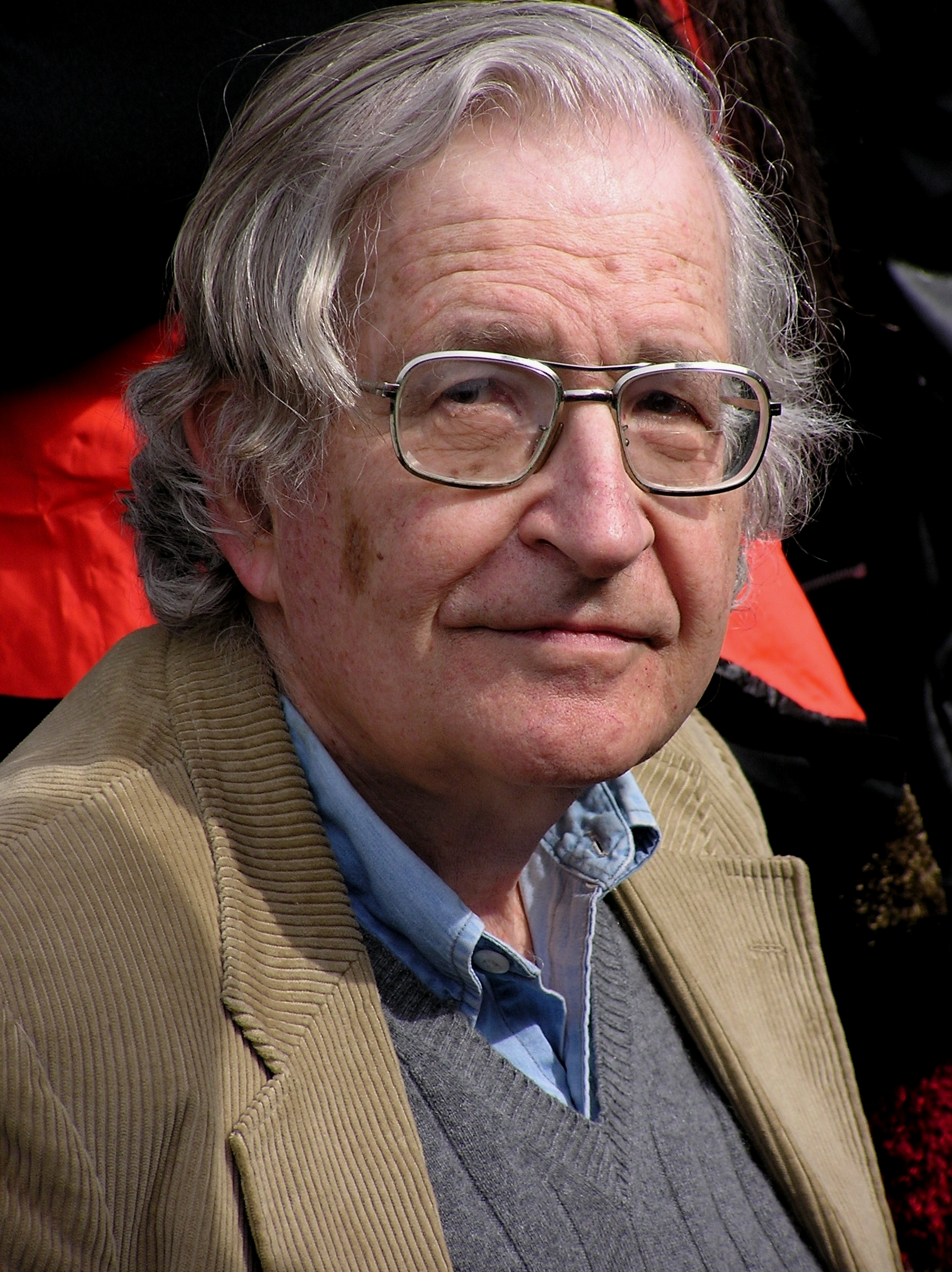
Noam Chomsky en 2004.

Noam Chomsky est un linguiste américain reconnu dans sa discipline, devenu mondialement célèbre pour son militantisme et ses critiques de la politique étrangère des États-Unis et d'autres pays. Chomsky est souvent décrit comme un anarchiste socialiste, sympathisant de l'anarcho-syndicalisme, et est considéré comme une figure intellectuelle majeure de la gauche américaine. Plus généralement, il est une référence pour bon nombre de courants de gauche et d'extrême-gauche dans tous les pays occidentaux.

## Positionnement politique
Chomsky est l'une des figures emblématiques de la gauche américaine. Il se définit comme étant de tradition anarchiste, philosophie politique qu'il résume comme un défi à toute forme de hiérarchie, et qui tente de l'éliminer si elle est injustifiée. Il s'identifie particulièrement au courant anarcho-syndicaliste et il est membre de l'IWW. À la différence de nombreux anarchistes, Chomsky n'est pas totalement opposé aux élections politiques. Ainsi, dans le cadre des élections américaines, il encourage les citoyens à voter pour le candidat démocrate local là où il est le seul à pouvoir battre les Républicains, et à soutenir des candidats plus radicaux, comme le Parti vert, dans les zones où il n'y a pas de risque qu'un candidat républicain gagne l'élection (il soutient officiellement le candidat « vert » Paul Lachelier). 
Chomsky se considère sioniste, bien qu'il admette que sa définition du sionisme est considérée de nos jours comme anti-sioniste, résultat de ce qu'il perçoit comme ayant été un bouleversement (depuis les années 1940) dans la signification du sionisme (Chomsky Reader). Il est membre du comité de parrainage du Tribunal Russell sur la Palestine dont les travaux ont commencé le 4 mars 2009. 
En général, Chomsky n'apprécie pas d'être catalogué dans une catégorie politique traditionnelle, et préfère laisser ses points de vue parler pour lui. Ses principaux moyens d'expression sont la rédaction de livres et d'articles, ainsi que des conférences aux États-Unis et à l'étranger. Chomsky est également Senior Scholar de l'institut américain d'études politiques.
En septembre 2005, il a remporté « une élection » sélectionnant onze personnalités qui composeraient le gouvernement mondial idéal. Chomsky est arrivé à la quatrième place, derrière le Dalaï-lama (3e), Bill Clinton (2e) et Nelson Mandela, qui a été élu « Président ».
Chomsky est reconnu comme « un des plus influents critiques de gauche de la politique extérieure américaine » par le Dictionnaire des philosophes américains modernes.

## Sur le terrorisme
En réponse aux déclarations américaines sur la guerre contre le terrorisme en 1981 et 2001, Chomsky a soutenu que les sources principales du terrorisme international sont représentées par les grandes puissances mondiales, États-Unis en tête. Il utilise pour cela une définition du terrorisme des manuels de l'US Army, qui le décrit comme « l'usage calculé de la violence ou de menaces de violence afin d'inculquer la peur ; dans le but de contraindre ou d'intimider des gouvernements ou sociétés quant à la poursuite de certains objectifs ; généralement politiques, religieux ou idéologiques ». Ainsi il postule que le terrorisme est une description objective de certaines actions effectuées par des individus qui peuvent être à la solde de gouvernements ou non. En rapport à l'invasion de l'Afghanistan il déclara :
« Le meurtre gratuit de civils innocents est du terrorisme, non une guerre contre le terrorisme. (9-11, p. 76) »
Sur l'efficacité du terrorisme il dit :
« Le fait est que le terrorisme fonctionne. Il n'échoue pas. Il réussit. La violence marche souvent. C'est l'histoire du monde. Deuxièmement, c'est une très grave erreur d'analyse que de dire, et c'est souvent le cas, que le terrorisme est l'arme des faibles. Comme d'autres moyens de lutte, c'est d'abord l'arme des puissants, écrasante en fait. On soutient que c'est l'arme des faibles parce que ce sont les puissants qui contrôlent les systèmes doctrinaux et de propagande, masquant leur propre terrorisme. Maintenant cette idée est presque universelle. Je ne trouve pas d'exception historique, même les pires assassins voient le monde de cette manière. Par exemple, les nazis ne considéraient pas propager la terreur dans l'Europe occupée mais plutôt protéger la population locale du terrorisme des partisans. Comme les autres mouvements résistants, ils étaient considérés comme terroristes, les nazis faisant alors de la lutte anti-terroriste. »
Quant au soutien ou à la condamnation du terrorisme, Chomsky estime que le terrorisme (et la violence/domination en général) est le plus souvent nocif et peut être uniquement justifié dans les cas où il est clair qu'un plus grand terrorisme (ou violence, abus ou domination) doit être évité. Dans un débat sur la légitimité de la violence politique en 1967, Chomsky exprima son désaccord face à la « terreur » perpétrée par le Front national de libération du Viêt Nam (Vietcong), bien qu'il ait dit également que la terreur peut en théorie être justifiée sous certaines circonstances :
« Je n'accepte pas l'idée que l'on puisse condamner la terreur des Vietcongs simplement parce qu'elle était si horrible. Je pense que nous devons franchement nous poser la question de coûts comparatifs, bien que cela soit si affreux à entendre. Et si nous prenons une position morale sur ceci — et je pense que nous le devons — nous devons nous demander quelles sont les deux conséquences possibles de l'utilisation ou non du terrorisme. Si nous étions certains que les conséquences du non-usage du terrorisme amèneraient au constat que la paysannerie au Viêt Nam continue à vivre dans le même état que les paysans des Philippines, alors je pense que l'usage du terrorisme se justifierait. Mais, comme je l'ai dit auparavant, je ne pense pas que c'est l'usage de la terreur qui mena aux succès réalisés. »
Chomsky estime que les actions effectuées par le gouvernement américain, qu'il considère comme des actes terroristes, n'ont pas réussi ce test comparatif. La condamnation de la politique américaine se retrouve souvent dans ses écrits.

## Sur la mondialisation
Chomsky a très tôt analysé de façon critique la mondialisation. Il résuma ce processus par la phrase « vieux vin, nouvelles bouteilles », arguant que le motif des élites est toujours le même : ils cherchent à isoler la population des processus importants de prises de décisions, la différence étant que les centres de pouvoirs sont désormais des compagnies transnationales et des banques supranationales. Chomsky avance que les puissantes entreprises internationales « développent leurs propres institutions gouvernantes » reflétant leur objectif de mondialisation.

## Critiques du gouvernement des États-Unis
Chomsky a toujours été un fervent critique du gouvernement américain et la critique de la politique extérieure des États-Unis a été la base de nombre de ses écrits politiques. Il donne deux raisons à cela. D'abord il croit que son travail peut avoir plus d'impact quand il est dirigé contre son propre gouvernement, deuxièmement les États-Unis sont la seule super-puissance restante. Ainsi Chomsky croit qu'il use des mêmes moyens offensifs que toutes les super-puissances. Cependant Chomsky critique aussi d'autres gouvernements, tel que l'Union soviétique par le passé.
Une des actions primordiales que les super-puissances effectuent, selon Chomsky, est la tentative d'organiser le monde autour d'eux en utilisant des moyens militaires et économiques. Ainsi, il avance que le gouvernement U.S s'est impliqué dans la guerre du Viêt Nam et plus généralement le conflit indochinois du fait des aspirations socialistes du Nord Viêt Nam, le Pathet Lao et les  Khmers rouges contrariant les intérêts économiques américains. De même, il critique la politique américaine en Amérique centrale et en Amérique du Sud ainsi que le soutien militaire à Israël, l'Arabie saoudite et la Turquie.
Chomsky a souligné à plusieurs reprises que le cadre général de la politique extérieure U.S. peut être expliqué par la prédominance des intérêts financiers américains et la politique de renforcement du système capitaliste plus généralement. Ces intérêts établissent l'agenda politique et les objectifs économiques qui tendent en premier lieu à maintenir la domination économique américaine. 
Bien que les intérêts économiques expliquent une grande partie de la politique étrangère américaine, certaines interventions semblent négligeables voire contre-productives -économiquement- à court terme. Chomsky conclut également qu'une partie significative de la politique extérieure a pour objectif d'endiguer la « menace du bon exemple » (qu'il dit être un autre nom pour la théorie des dominos). La « menace du bon exemple » est représentée par un pays qui réussirait à se développer hors de la sphère d'influence U.S., représentant ainsi un modèle pour les autres pays, incluant ceux dans lesquels les États-Unis ont des intérêts économiques forts. Cette « menace » a incité les États-Unis à intervenir de manière répétée afin de réprimer « le développement indépendant, sans considération idéologique » dans les régions du monde où ils ont des intérêts économiques ou sécuritaires mineurs. Dans l'un de ces plus fameux écrits, What Uncle Sam Really Wants, Chomsky indique que cette théorie se confirme dans les interventions U.S. au Guatemala, Laos, Nicaragua, et Grenade, pays qui représentent une menace militaire faible ou inexistante et ont peu de ressources économiques exploitables par les Américains.
Chomsky affirme que la politique américaine pendant la guerre froide n'avait pas été façonnée à l'origine par la paranoïa anti-soviétique mais dans le but de préserver la domination idéologique et économique américaine sur le monde. Dans son livre Deterring Democracy il avance que la représentation habituelle de la guerre froide sous la forme d'une confrontation de deux super-puissances est une « construction idéologique ». Il maintient que les conséquences actuelles de la guerre froide mènent à cette interprétation. Il ajoute que pour comprendre la guerre froide, un bon historien doit regarder les motivations sous-jacentes des super-puissances. Ces motivations peuvent seulement être découvertes par l'analyse des politiques intérieures, et plus particulièrement des objectifs des élites de chaque pays. En URSS, la guerre froide a servi à renforcer la puissance de l'élite militaro-bureaucratique (Deterring Democracy, p. 20), et aux États-Unis à renforcer le pouvoir du complexe militaro-industriel, un état-providence pour les riches avec une idéologie sécuritaire pour le contrôle de la population (Deterring Democracy, p. 21).
Le 24 août 2009, dans le théâtre Teresa Carreño de Caracas il déclare à Hugo Chávez : 
« Parler de paix et critiquer ceux qui s’y opposent est relativement facile, il est plus difficile de créer un monde nouveau, un monde différent. C’est émouvant de voir comment au Venezuela on construit ce nouveau monde possible, et de rencontrer un des hommes qui a inspiré cette situation. La mafia internationale ne vous pardonnera jamais tant que vous ne paierez pas leur rançon. Si vous la payiez vous seriez traité par eux comme un "remarquable homme d’État". Mais vous êtes devenu le virus dangereux à exterminer »
.

## Le «socialisme réel»
Chomsky est profondément opposé à ce qu'il appelle le « capitalisme d'État des grandes entreprises » (corporate state capitalism), qu'il dit pratiqué par les États-Unis et ses alliés. Il soutient de nombreuses idées de l'anarchiste Michel Bakounine, requérant que la liberté économique soit associée au « contrôle de la production par les travailleurs eux-mêmes, non les propriétaires et managers qui les dirigent et contrôlent toutes les décisions ». Il qualifie cette idée de « socialisme réel » et décrit le socialisme soviétique dans les mêmes termes de « contrôle totalitaire » que le capitalisme américain, indiquant que chacune de ces politiques est axée sur des types et niveaux de contrôle plutôt que sur l'organisation ou l'efficacité. Pour défendre cette thèse, Chomsky parle de la philosophie du taylorisme de Frederick Winslow Taylor, qui jette les bases organisationnelles du mouvement soviétique d'industrialisation de masse ainsi que du modèle corporatiste américain.

## Les «intellectuels»
Noam Chomsky déconsidère la figure de l'intellectuel et justifie l'opposition que les « intellectuels » suscitent à leurs égards : 
« Il y a le travail intellectuel, que beaucoup de gens font ; et puis il y a ce qu'on appelle la « vie intellectuelle », qui est un métier particulier, qui ne requiert pas spécialement de penser — en fait, il vaut peut-être mieux ne pas trop penser — et c'est cela qu'on appelle être un intellectuel respecté. Et les gens ont raison de mépriser cela, parce que ce n'est rien de bien spécial. C'est précisément un métier pas très intéressant, et d'habitude pas très bien fait ».
Il estime que l'intellectuel est un privilégié :
« Le fait est que si vous êtes dans une université vous êtes très privilégié. D'abord, contrairement à ce que beaucoup disent, vous ne devez pas travailler tellement dur. Et vous contrôlez votre propre travail : [...]. Et de plus, vous avez une abondance de ressources : [...]. Mais cela n'a rien à voir avec le fait d'être un « intellectuel » : il y a plein de gens dans les universités qui ont tout cela [les privilèges], qui utilisent tout cela [les ressources], et qui font du travail administratif. »
et qu'il est trop discipliné pour questionner les activités du gouvernement (que Noam Chomsky considère terroristes) :
« Simplement jamais personne aux États-Unis ne les lit [les documents publics ayant trait à l'armement des militaires Chiliens par le Pentagone], parce que les médias et les intellectuels sont trop disciplinés, tandis que les gens ordinaires n'ont pas le temps d'aller lire les documents du Pentagone et de réaliser ce qui s'est passé. »
Quant à l'utilisation du mot « intellectuel », sa réaction est sans ambigüité :
« être un intellectuel n'a pratiquement rien à voir avec le fait de travailler avec son cerveau, ce sont des choses différentes. »
Selon lui, les gens qui sont appelés « intellectuels » sont en réalité des endoctrineurs, et doivent être affrontés comme tels :
« Ces gens-là sont appelés « intellectuels », mais il s'agit en réalité plutôt d'une sorte de prêtrise séculière, dont la tâche est de soutenir les vérités doctrinales de la société. Et sous cet angle-là, la population doit être contre les intellectuels, je pense que c'est une réaction saine. »
D'où son opinion sur les journaux français, qui selon lui publient en première page le moindre toussotement d'une élite intellectuelle : 
« la culture intellectuelle française est tellement burlesque : c'est comme Hollywood. »
Vous trouverez davantage de citation de Noam Chomsky sur les intellectuels sur wikiquote

## Le secret gouvernemental
Il affirme, appuyé par Stephen Zunes, que le secret gouvernemental n'a pratiquement jamais eu à voir avec la sécurité. Son rôle se résume à « empêcher la population de savoir ce qui se passe ». Il s'agit en fait « d'envelopper son fonctionnement de mystère » car le gouvernement a besoin « d'effrayer sa population ».
« Tout gouvernement a besoin d'effrayer sa population et une façon de faire est d'envelopper son fonctionnement de mystère. »